# Cueva de Tito Bustillo
Die Tropfsteinhöhle Tito Bustillo ist bekannt für ihre steinzeitliche Höhlenmalerei und ist Teil des Ardines-Massivs, eines Karstsystems bei Ribadesella, im Osten von Asturien in Spanien.
Die Malereien gehören zur Frankokantabrischen Höhlenkunst und sind Teil des UNESCO-Welterbes.

## Geschichte
Die Höhle wurde bis in das zehnte vorchristliche Jahrtausend von Cro-Magnon-Menschen genutzt. Aufgrund eines Versturzes wurde der ursprüngliche Höhleneingang vor Jahrtausenden verschlossen, was die Konservierung von Gegenständen und Wandmalereien begünstigte.
Die Höhle wurde 1968 von einer Gruppe spanischer Höhlenforscher entdeckt. Ein Entdecker, Celestino Fernández „Tito“ Bustillo, starb kurz nach der Entdeckung bei einem Bergunfall. Daraufhin wurde die Höhle ihm zu Ehren „Cueva de Tito Bustillo“ benannt. Sie ist auch unter dem Namen des Einstiegslochs als „Cueva del Pozu’l Ramu“ (asturianisch) bekannt. Durch dieses Schlundloch entdeckten die Forscher die Höhle.
Seit der Entdeckung wird die Höhle erforscht. An Inventar fanden sich Objekte des ausgehenden Magdalenien und des Jungpaläolithikum, Harpunen aus Knochen und ein aus Hirschhorn geschnitzter Ziegenkopf. Sie zählt mit zahlreichen gut erhaltenen prähistorischen Gemälden zu den eindrucksvollsten Beispielen der Paläokultur im Nordwesten Spaniens. Das älteste der Gemälde zeigt Menschen und ist ungefähr 33.000 Jahre alt, wie durch Radiokarbon-Datierungen bestimmt wurde. Einige Wissenschaftler glauben, dass Neandertaler die Bilder gemalt haben könnten, obwohl diese Theorie nicht bewiesen worden ist.
Als Motive finden sich in den verschiedenen Galerien der Höhle Pferde, Hirsche, Elche und sogar ein Meerestier, wahrscheinlich ein Wal. Es gibt auch Bilder, die weibliche Genitalien darstellen und als Fruchtbarkeitssymbole gelten.
Die UNESCO nahm die Höhle 2008 in die Liste des Weltkulturerbes auf.

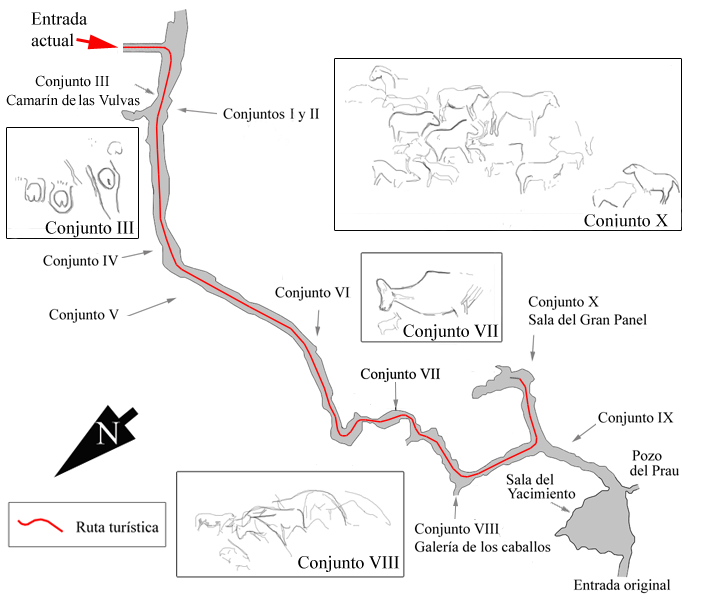
Plan des Höhlensystems
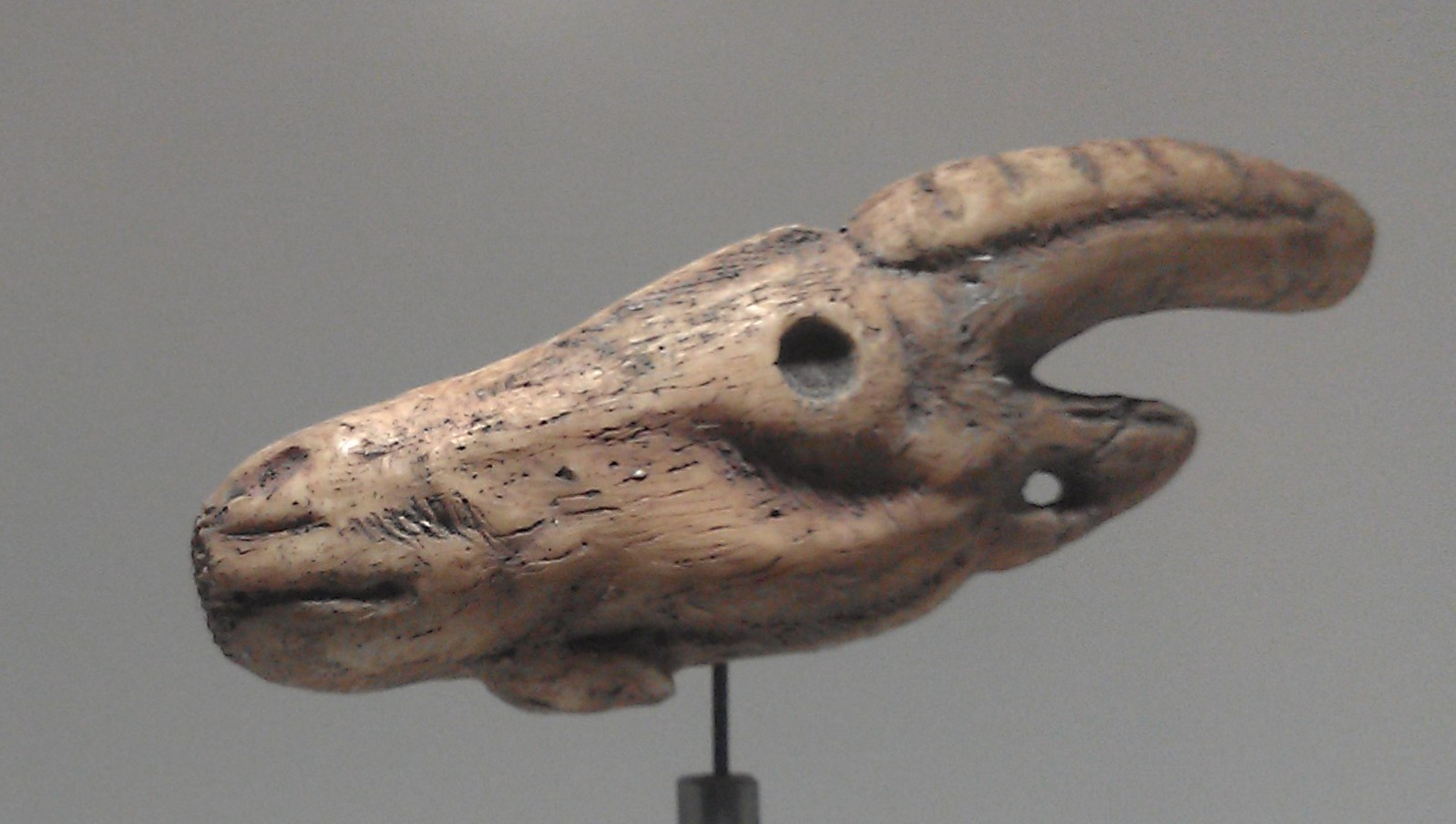
Höhleninventar: Schnitzerei aus Knochen
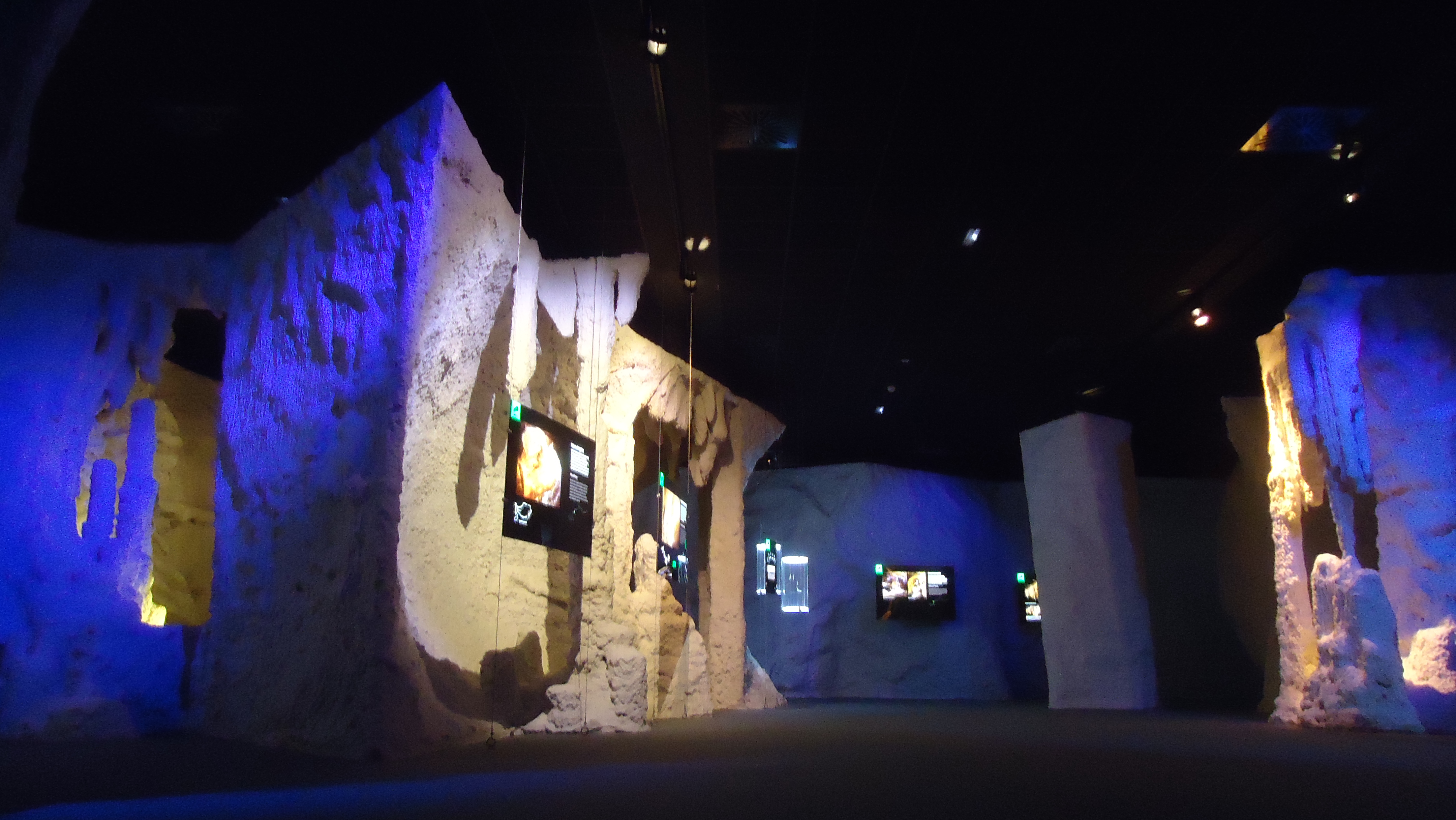
Dauerausstellung im Centro de interpretación de la Cueva de Tito Bustillo in Ribadesella